# Aphelasterias
Aphelasterias är ett släkte av sjöstjärnor. Aphelasterias ingår i familjen trollsjöstjärnor.
Kladogram enligt Catalogue of Life:
| Aphelasterias | \| \| Aphelasterias changfengyingi \| \| \| \| \| \| Aphelasterias japonica \| \| \| \| |
|               | \| \| Aphelasterias changfengyingi \| \| \| \| \| \| Aphelasterias japonica \| \| \| \| |
|               | Aphelasterias changfengyingi                                                            |
|               |                                                                                         |
|               | Aphelasterias japonica                                                                  |
|               |                                                                                         |